# Тунхуа
Тунхуа (кит. спр. 通化市, піньїнь: Tōnghuà Shì) — місто-округ в китайській провінції Цзілінь. 

## Географія
Тунхуа розташовується у південній частині провінції.

### Клімат
Місто знаходиться у зоні, котра характеризується вологим континентальним кліматом з теплим літом. Найтепліший місяць — липень із середньою температурою 21.4 °C (70.5 °F). Найхолодніший місяць — січень, із середньою температурою -16.5 °С (2.3 °F).
| Клімат Тунхуа (район Ердаоцзян) | Клімат Тунхуа (район Ердаоцзян) | Клімат Тунхуа (район Ердаоцзян) | Клімат Тунхуа (район Ердаоцзян) | Клімат Тунхуа (район Ердаоцзян) | Клімат Тунхуа (район Ердаоцзян) | Клімат Тунхуа (район Ердаоцзян) | Клімат Тунхуа (район Ердаоцзян) | Клімат Тунхуа (район Ердаоцзян) | Клімат Тунхуа (район Ердаоцзян) | Клімат Тунхуа (район Ердаоцзян) | Клімат Тунхуа (район Ердаоцзян) | Клімат Тунхуа (район Ердаоцзян) | Клімат Тунхуа (район Ердаоцзян) |
| Показник                        | Січ.                            | Лют.                            | Бер.                            | Квіт.                           | Трав.                           | Черв.                           | Лип.                            | Серп.                           | Вер.                            | Жовт.                           | Лист.                           | Груд.                           | Рік                             |
| Середня температура, °C         | −16,5                           | −12,5                           | −2,9                            | 6,6                             | 13,6                            | 18,1                            | 21,4                            | 20,5                            | 13,3                            | 5,9                             | −3,5                            | −12,9                           | 4,3                             |
| Норма опадів, мм                | 9.4                             | 11.3                            | 19                              | 54.1                            | 77.7                            | 121.4                           | 219.7                           | 199.6                           | 78.1                            | 43.5                            | 29.7                            | 14.6                            | 878.1                           |
| Днів з опадами                  | 8                               | 6,6                             | 8                               | 10,1                            | 12,2                            | 15                              | 18,6                            | 16,2                            | 10,9                            | 9,2                             | 9,2                             | 8,7                             | 132,7                           |
| Вологість повітря, %            | 63.8                            | 60.7                            | 55.9                            | 54.3                            | 56.9                            | 68.8                            | 79.4                            | 79.9                            | 70.2                            | 64.8                            | 63.8                            | 63.2                            | 65.1                            |
| ------------------------------- | ------------------------------- | ------------------------------- | ------------------------------- | ------------------------------- | ------------------------------- | ------------------------------- | ------------------------------- | ------------------------------- | ------------------------------- | ------------------------------- | ------------------------------- | ------------------------------- | ------------------------------- |
| Джерело: Weatherbase            |                                 |                                 |                                 |                                 |                                 |                                 |                                 |                                 |                                 |                                 |                                 |                                 |                                 |

## Адміністративний поділ
Міський округ поділяється на 2 міські райони, 2 міста та 3 повіти:
| Карта                                                         | Карта     | Карта    | Карта            |
| ------------------------------------------------------------- | --------- | -------- | ---------------- |
| Мейхекоу Хуейнань Люхе Тунхуа ① ② Цзіань ① Дунчан ② Ердаоцзян |           |          |                  |
| Статус                                                        | Назва     | Оригінал | Населення (2020) |
| Район                                                         | Дунчан    | 东昌区   | 355 346          |
| Район                                                         | Ердаоцзян | 二道江区 | 91 571           |
| Місто                                                         | Мейхекоу  | 梅河口市 | 509 336          |
| Місто                                                         | Цзіань    | 集安市   | 169 220          |
| Повіт                                                         | Люхе      | 柳河县   | 274 414          |
| Повіт                                                         | Тунхуа    | 通化县   | 175 114          |
| Повіт                                                         | Хуейнань  | 辉南县   | 237 113          |